# Sukhachina
Sukhachina – gaun wikas samiti we wschodniej części Nepalu w strefie Sagarmatha w dystrykcie Siraha. Według nepalskiego spisu powszechnego z 2001 roku liczył on 465 gospodarstw domowych i 2897 mieszkańców (1372 kobiet i 1525 mężczyzn).